# Ialtris agyrtes
Espèce
Ialtris agyrtes  est une espèce de serpents de la famille des Dipsadidae.

## Répartition
Cette espèce est endémique du Sud-Ouest de la République dominicaine.

## Publication originale
- Schwartz & Rossman, 1976 : A review of the Hispaniolan colubrid snake genus Ialtris. Studies on the fauna of Curaçao and other Caribbean islands, vol. 50, p. 76-102.